# پایگاه آب‌نشین خلیج تورن
پایگاه آب‌نشین خلیج تورن  (به انگلیسی: Thorne Bay Seaplane Base) یک فرودگاه همگانی بهره‌برداری هوایی با کد یاتا KTB است که یک باند فرود آب دارد و طول باند آن ۱۵۲۴ متر است. این فرودگاه در کشور ایالات متحده آمریکا قرار دارد و در ارتفاع ۰ متری از سطح دریا واقع شده‌است.